# Cardiac Arrest (Adès)
Cardiac Arrest is een arrangement van de Brit Thomas Adès.
Adès bewerkte wel eerder werken, maar hield het “beperkt” tot werken van al lang overleden componisten, zoals François Couperin. Cardiac arrest is echter een bewerking van het gelijknamige lied van Madness geschreven door Chas Smash (Cathal "Carl" Joseph Patrick Smyth) en Christopher Foreman. Adès liet de tekst over je naar een hartstilstand werken weg en maakte er een bewerking van voor kamerorkest met een klarinet, een basklarinet een altviool, een cello, een contrabas en twee piano’s.
Het schreef het voor het Composers Ensemble, dat Adès zelf leidde in de première op 25 juni 1996. Daarna legde Adès het in 2003 met genoemd muziekensemble vast voor EMI Music. Daarna werd het werk af en toe nog gespeeld. 